# Monster gegen Mädchen
Monster gegen Mädchen (Originaltitel Girl vs. Monster) ist ein US-amerikanischer Disney Channel Original Movie aus dem Jahr 2012. Die Hauptrolle der Skylar, eines jungen Mädchens, das an Halloween herausfindet, dass sie Monsterjägerin in der fünften Generation ist, wird von Olivia Holt gespielt.

## Handlung
Die praktisch angstfreie Skylar bereitet sich mit ihren besten Freunden, Sadie und Henry, vor, eine Halloweenparty zu besuchen. Skylar möchte ihren Schwarm, den Sänger Ryan dort treffen, doch ihre Eltern verbieten ihr, auf die Party zu gehen, und lassen sie zu Hause, wo Cobb auf sie aufpassen soll. Sie möchte sich herausschleichen und schaltet dazu den Strom ab, um die Alarmanlage zu deaktivieren. Doch sie weiß nicht, dass ihre Eltern seit Generationen Monsterjäger sind und durch diese Aktion die Monster, die durch technische Geräte im Keller festgehalten wurden, sich nun befreien konnten. Darunter ist auch ihr persönliches Monster, Deimata, dass Skylar nun alle ihre Ängste erfühlen lässt, die sie ihr Leben lang noch nicht hatte.
Skylar geht mit Sadie und Henry auf die Party. Sie wurden dafür von Cobb mit Waffen ausgestattet, der sie auch in die Geheimnisse um die Monster(jäger) einweiht. Inzwischen lockt Deimata Skylars Eltern in eine Falle und hält diese gefangen. Skylar will zusammen mit Ryan auf der Party singen, doch ihre von ihrem Monster hervorgerufenen Ängste verhindern das. Auch Henry hat Kontakt mit seinem persönlichen Monster und erstarrt dabei, sodass Sadie ihn zurück nach Hause zu Cobb schafft.
Deimatia ergreift Besitz von Ryan, sodass er Skylar entmutigt, anstatt dass sie sich ihren Ängsten stellt. Dies muss sie aber tun, um über ihr Monster siegen zu können. Schließlich gelingt es ihr, zusammen mit ihren Freunden die Ängste zu überwinden und auf der Bühne zu singen. Schließlich kommt es zum Showdown zwischen den Freunden und den Monstern, in dem Skyler es endlich schafft, ihre Eltern zu befreien.

## Besetzung
- Olivia Holt als Skylar Lewis, ein starkes, unerschrockenes Mädchen, das gut singen kann.
- Brendan Meyer als Henry, einer von Skylars besten Freunden, der im Sportunterricht regelmäßig gemobbt wird.
- Kerris Dorsey als Sadie, Skylars beste Freundin, die nicht gern im Rampenlicht steht.
- Luke Benward als Ryan Dean, Sänger einer Band, in den sich Skylar verliebt hat
- Katherine McNamara als Myra Santelli, Ryans Exfreundin
- Tracy Dawson als Deimata, ein Monster, das Skylar jagt
- Brian Palermo als Steve Lewis, Skylars Vater und Monsterjäger
- Adam Chambers als Cobb, ein Freund der Familie, Monsterjäger und Babysitter für Skylar
- Jennifer Aspen als Julie Lewis, Skylars Mutter und Monsterjägerin
- Kurt Ostlund als Sportler, der Henry mobbt.

## Synchronisation
| Rolle         | Schauspieler       | Dt. Synchronsprecher |
| ------------- | ------------------ | -------------------- |
| Skylar Lewis  | Olivia Holt        | Katharina Iacobescu  |
| Henry         | Brendan Meyer      |                      |
| Sadie         | Kerris Dorsey      |                      |
| Ryan Dean     | Luke Benward       | Kevin Iannotta       |
| Myra Santelli | Katherine McNamara | Marcia von Rebay     |
| Deimata       | Tracy Dawson       | Elisabeth Günther    |
| Steve Lewis   | Brian Palermo      | Manou Lubowski       |
| Cobb          | Adam Chambers      | Patrick Schröder     |
| Julie Lewis   | Jennifer Aspen     | Solveig Duda         |

## Ausstrahlung
Die Erstausstrahlung auf dem US-amerikanischen Disney Channel hatte 4,9 Millionen Zuschauer, und wurde der zweit-meistgesehene Fernsehfilm des Jahres bei Kindern im Alter von 2–11, 6–11 und 9–14. Ungewöhnlich für den Sender trug Girl vs. Monster die Alterseinstufung TV-PG, die aussagt, dass die Sendung möglicherweise unpassend für jüngere Zuschauer ist.
In Deutschland wurde der Film am 19. Januar 2013 auf dem deutschen Ableger des Disney Channels ausgestrahlt.

## Musik
Die folgenden Lieder wurden im Abspann des Films genannt und von der Firma MICDI Productions produziert.
- Fearless – Olivia Holt
- Had Me @ Hello – Olivia Holt, Luke Benward & Katherine McNamara
- Nothing's Gonna Stop Me Now – Olivia Holt
- Had Me @ Hello – Luke Benward
- I Got My Scream On – China Anne McClain
- Superstar – Clooney
- Nothing's Gonna Stop Me Now – Katherine McNamara